# 茨城県道63号水戸勝田那珂湊線
茨城県道63号水戸勝田那珂湊線（いばらきけんどう63ごう みと かつた なかみなとせん）は、茨城県水戸市からひたちなか市までを結ぶ県道（主要地方道）である。

## 概要
水戸市渡里町の国道123号・国田大橋西交差点から同市青柳、ひたちなか市勝倉まで那珂川北側に沿って東方向へ向かい、陸上自衛隊勝田駐屯地脇の金上十字路を経て、同市部田野で国道245号に接続する延長約17キロメートル (km) の路線。那珂川以北の水戸市域とひたちなか市を東西に横断する。路線名称にある「勝田」「那珂湊」は、ひたちなか市が平成の大合併で誕生する以前の勝田市と那珂湊市が由来である。

### 路線データ
- 起点：水戸市渡里町3638番8（国道123号交点＝「国田大橋西」交差点）[1]
- 終点：ひたちなか市部田野字山崎3225番1地先（国道245号・茨城県道108号那珂湊大洗線交点＝「部田野」交差点）[1]
- 重要な経過地：ひたちなか市[2][注釈 1]
- 総延長：17.197 km[3]
- 重用延長：0.048 km[3]
- 未供用延長：なし[3]
- 実延長：17.149 km[3]
- 自動車交通不能区間延長[注釈 2]：なし[3]

## 歴史
1994年（平成6年）4月1日、県道長沢水戸線の一部、県道中河内青柳曲尺手線（なかがち あおやぎ かぎのてせん、整理番号233）の一部（残存区間は水戸枝川線と改称）、県道勝倉枝川線（整理番号234）の全部、県道馬渡水戸線の一部（重複）と県道中根平磯磯崎線の一部（重複）を統合し、起点を水戸市、終点を那珂湊市とした新たな主要地方道水戸勝田那珂湊線（整理番号79）として路線認定された。翌1995年（平成7年）に、整理番号63へ変更になり現在に至る。

### 年表
- 1959年（昭和34年）10月14日：
本路線の前身にあたる県道中河内青柳曲尺手線（水戸市中河内町 - 水戸市曲尺手町、図面対照番号176）、県道勝倉枝川線（勝田市勝倉 - 勝田市枝川、図面対照番号177）が路線認定される[4]。
- 1993年（平成5年）5月11日 - 建設省から、県道菅谷小原内水戸線の一部・県道長沢水戸線の一部・県道中河内青柳曲尺手線の一部・県道勝倉枝川線・県道馬渡水戸線の一部・県道中根平磯磯崎線の一部が水戸勝田那珂湊線として主要地方道に指定される[5]。
- 1994年（平成6年）4月1日：
  - 水戸勝田那珂湊線（整理番号79）として県道路線認定[2]。
  - 道路の区域は、水戸市渡里町国道123号分岐から那珂湊市大字部田野国道245号交点までに決定する[1]
- 1995年（平成7年）3月30日：整理番号79から現在の番号（整理番号63）に変更される[6]。
- 2000年（平成12年）4月1日：水戸市中河内町 - ひたちなか市大字部田野の区間が、通行する車両の最大重量限度25トンの道路に指定される[7]。
- 2001年（平成13年）3月1日：水戸市渡里町 - 同市田谷町の区間が、通行する車両の最大重量限度25トンの道路に指定される[8]。
- 2006年（平成18年）8月24日：水戸市中河内町地内でバイパス道路 (1.179 km) を新設する道路区域決定[9]。
- 2009年（平成21年）4月1日：水戸市中河内町 - ひたちなか市大字枝川の区間を、通行車両の高さの最高限度4.1mの道路に指定[10]。

## 路線状況
道路法の規定に基づき、水戸市青柳町（青柳町交差点） - 同（水戸市公設地方卸売市場）間および、ひたちなか市勝倉（一般県道馬渡水戸線交差） - 同市部田野（部田野交差点）間は、緊急輸送道路として機能を維持するため、災害発生時の被害拡大防止を目的に道路用地内に電柱を建てることが制限されている。

### 重複区間
- 茨城県道351号馬渡水戸線（ひたちなか市勝倉 - ひたちなか市中根：約4.3 km）
- 茨城県道176号中根平磯磯崎線（ひたちなか市中根 - ひたちなか市山崎：約1.4 km）

### 道路施設
- 国田大橋（那珂川、水戸市下国井町）
3径間連続鋼箱桁（2連）橋。1983年（昭和58年）竣功。
- 紅葉橋（早戸川、ひたちなか市大字枝川）
- 長者橋（中丸川、ひたちなか市大平 - 同市大字中根）
- 救農橋（大川、ひたちなか市大字中根）

## 地理

### 通過する自治体
- 水戸市
- ひたちなか市

### 交差する道路
- 国道123号（起点）

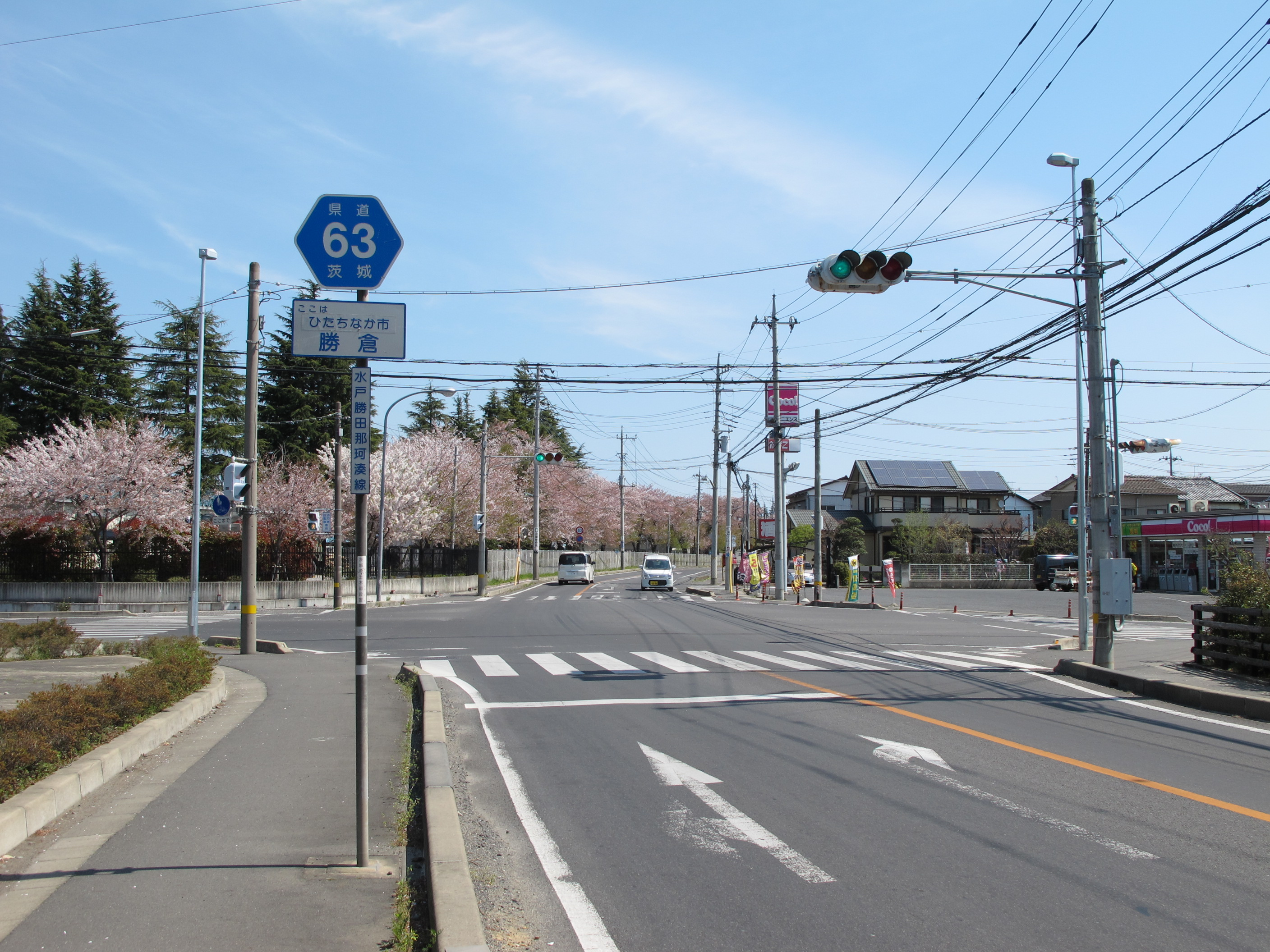
茨城県道63号水戸勝田那珂湊線
ひたちなか市勝倉（2014年4月）

- 常磐自動車道 水戸北スマートIC上り出入口(水戸市飯富町)
  - 下り出入口は国道123号に接続。
- 茨城県道102号長沢水戸線(水戸市下国井町)
- 茨城県道169号菅谷小原内水戸線
- 国道118号、国道400号(水戸市中河内町)
- 国道349号(水戸市青柳町)
- 茨城県道232号市毛水戸線、茨城県道253号水戸枝川線(ひたちなか市枝川)
- 茨城県道351号馬渡水戸線(ひたちなか市勝倉)
- 茨城県道38号那珂湊那珂線(ひたちなか市大平)
- 茨城県道351号馬渡水戸線(ひたちなか市中根、茨城県道176号中根平磯磯崎線起点)
- 国道245号・茨城県道108号那珂湊大洗線(茨城県道176号中根平磯磯崎線　重複)(終点)

### 沿線にある施設など
- 水戸公設地方卸売市場（水戸市青柳町）
- 長者ヶ谷津温泉（ひたちなか市太平1丁目）
- 山崎工業団地（ひたちなか市山崎）